# Caniac-du-Causse
Caniac-du-Causse är en kommun i departementet Lot i regionen Occitanien i södra Frankrike. Kommunen ligger i kantonen Labastide-Murat som tillhör arrondissementet Gourdon. År 2022 hade Caniac-du-Causse 379 invånare.

## Befolkningsutveckling
Antalet invånare i kommunen Caniac-du-Causse
| Referens: INSEE |